# توروسلار
توروسلار (به ترکی استانبولی: Toroslar) یک منطقهٔ مسکونی در ترکیه است که در استان مرسین واقع شده‌است.